# Parisi (Gallia)

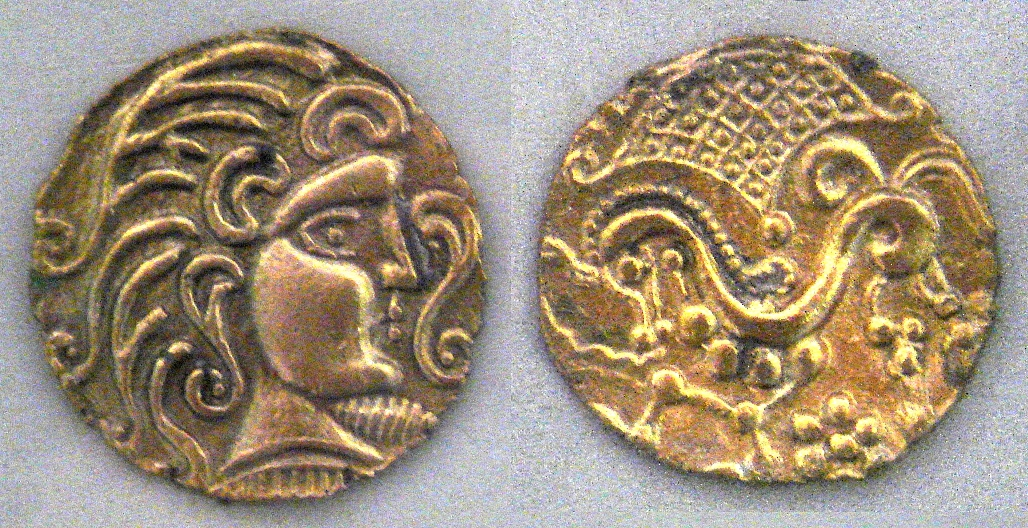
Moneta d'oro dei parisi (I secolo a.C.)

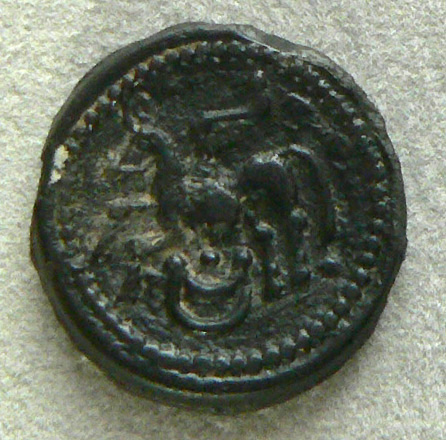
Moneta dei parisi I secolo)

I Parisi (o Quarisi) erano un'antica tribù celtica della Gallia che si era stabilita sulle rive della Sequana (Senna) attorno alla metà del III secolo a.C.
Il loro nome potrebbe derivare dal gallico kwarisi e, secondo Cesare, la loro città principale era l'oppidum di Lutetia Parisiorum (oggi Parigi), che divenne poi un'importante città della provincia romana della Gallia Lugdunense. Nel 52 a.C., i Parisi parteciparono alla rivolta anti-romana capeggiata da Vercingetorige.
I Parisi sono anche attestati nel nord-est della Britannia e precisamente nello Yorkshire orientale e nello Humberside. È possibile che, dopo la sconfitta, alcuni di loro fossero fuggiti in Britannia, anche se è più probabile che i Parisi si fossero stabiliti nell'isola ancora prima della migrazione dei belgi. Infatti, vi sarebbero abbastanza differenze per poter distinguere tra i Parisi della regione di Nanterre-Parigi e quelli che, stando a Tolomeo, si sarebbero recati in Britannia.

## Collegamenti esterni

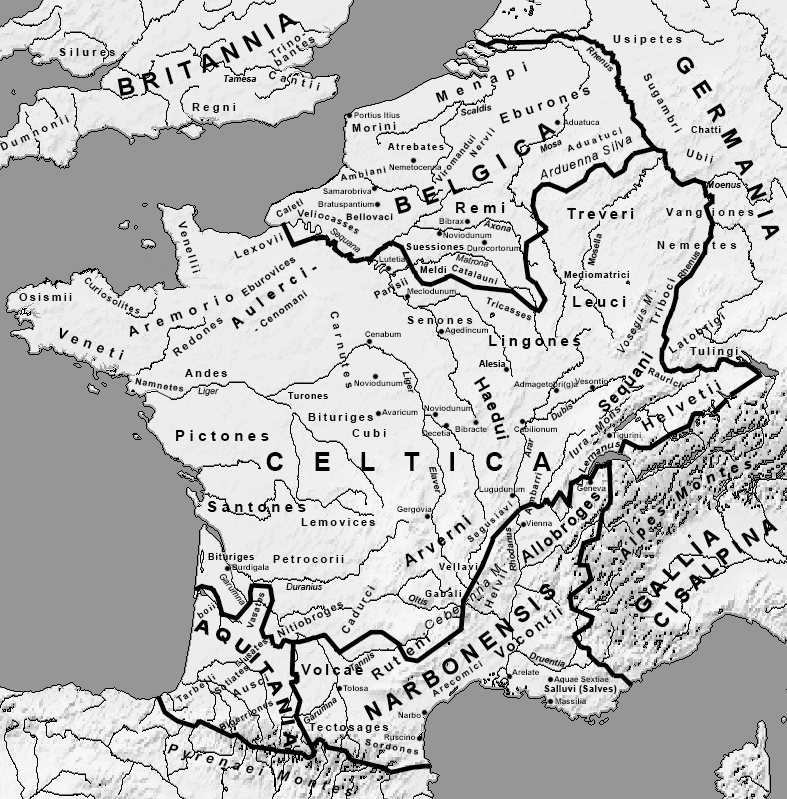
La Gallia al tempo della conquista di Gaio Giulio Cesare.